# 산카시아노데이바니
산카시아노데이바니(이탈리아어: San Casciano dei Bagni)는 이탈리아 토스카나주 시에나도에 있는 코무네다. 피렌체에서 남동쪽 110km, 시에나에서 남동쪽 70km 거리에 있다.

## 역사
산카시아노의 역사는 섭씨 42 °C (108 °F)를 유지하고 매일 550만 리터를 공급(유럽에서 3번째로 많음)하는 42개의 샘으로 이뤄진 온천과 직접적인 관련이 깊다.
전설에 의하면 발네아 클루시나이(Balnea Clusinae, 라틴어 명칭)는 키우시의 에트루리아 왕 포르세나가 세웠다고 전해진다. 이곳의 온천은 로마시대에서도 인기 있어, 아우구스투스 역시도 이곳을 이용한 사람 중 하나였다.
중세 시대에는 초기엔 롬바르드족의 지배를 받았고, 그후에는 비스콘티 디 캄필리아(Visconti di Campiglia)와 성 살바토레 수도원의 지배를 받았다. 산카시아노의 군대는 1260년에 발생한 몬타페르티 전투에 참전했었다. 마지막 비스콘티 가문의 지배자는 모날도는 1389년 피렌체의 포데스타이기도 하였다. 산카시아노는 1412년 시에나 공화국에 점령당하였다. 르네상스 시기엔 유럽 전역에서 온천 방문객들이 몰렸고, 19세기에 들어서는 감쇠했다가, 21세기 초에 그 위상을 점차 회복중이다.